# 감곡중학교 (충북)
감곡중학교(甘谷中學校)는 대한민국 충청북도 음성군 감곡면 오향리에 있는 공립 중학교이다.

## 학교 연혁
- 1946년 9월 1일 : 감곡공립상업초급중학교 설립 인가(초대교장 이병국)
- 1946년 9월 12일 : 2학급(115명) 편성 개교
- 1949년 7월 15일 : 제1회 졸업식 거행(80명)
- 1951년 9월 3일 : 감곡중학교로 학칙 변경 인가
- 2003년 8월 20일 : 다목적교실 준공
- 2010년 8월 20일 : 급식실 준공
- 2014년 3월 1일 : 자유학기제 연구학교 운영(2014년, 2016년, 2017년)
- 2022년 8월 25일 : 풋살구장 준공
- 2022년 9월 1일 : 제33대 김월현 교장 부임
- 2024년 1월 5일 : 제76회 23명 졸업(졸업생 총원 8,073명)
- 2024년 3월 4일 : 입학식(2학급 28명)

## 참고 자료
- 감곡중학교 - 한국교육학술정보원 학교알리미